# Malacomeles
Genre
Classification phylogénétique
Malacomes, ou faux amélanchier, est un genre de plantes à fleurs de la famille des Rosaceae.

## Taxinomie
Il est proche des genres des espèces Amelanchier, Peraphyllum, Crataegus et Mespilus.
Les espèces du genre Malacomeles sont :
- Malacomeles denticulata. C'est un arbuste xérophile à petites feuilles et fleurs. Il est de taille moyenne et a pour fruits de petites pommes comestibles insipides. L'espèce se trouve dans la zone de la flore uniquement dans le trans-Pecos Texas sur les pentes d'éboulis, les canyons, sur des substrats calcaires et ignés[2].
- Malacomeles nervosa
- Malacomeles paniculata

## Description et habitat
Les arbustes de ce genre sont présents en Amérique du Nord (Texas, Mexique) et en Amérique centrale.

## Publication originale
- (Decne.) Decne., Ann. Gén. Hort. 23(7–9): 156. 1880 [1882].